# 圣玛丽 (阿拉斯加州)
圣玛丽（英語：St. Mary's），是美国阿拉斯加州的一座城市。该市的人口在2000年为500人，2010年有507人。人口在阿拉斯加州排行第55。